# Macropipidae
Macropipidae is een familie uit de infraorde krabben (Brachyura). Tot deze familie behoort één soort (de Fluwelen zwemkrab) die voorkomt voor de Belgische en Nederlandse kust. Vroeger werd deze familie als een onderfamilie van de Portunidae beschouwd.

## Systematiek
De familie Macropipidae omvat volgende geslachten:
- Bathynectes Stimpson, 1871
- Boschettia  †  Busulini, Tessier, Beschin & De Angeli, 2003
- Coenophthalmus A. Milne-Edwards, 1879
- Echinolatus Davie & Crosnier, 2006
- Falsiportunites  †  Collins & Jakobsen, 2003
- Gecchelicarcinus  †  Beschin, Busulini, De Angeli & Tessier, 2007
- Macropipus Prestandrea, 1833
- Maeandricampus  †  Schweitzer & Feldmann, 2002
- Megokkos  †  Schweitzer & Feldmann, 2000
- Minohellenus  †  Karasawa, 1990
- Necora Holthuis, 1987
- Nectocarcinus A. Milne-Edwards, 1860
- Ophthalmoplax  †  Rathbun, 1935
- Parathranites Miers, 1886
- Pleolobites  †  Remy, 1960
- Pororaria  †  Glaessner, 1980
- Portufuria  †  Collins, Schulz & Jakobsen, 2005
- Portunites  †  Bell, 1858
- Proterocarcinus  †  Feldmann, Casadío, Chirino-Gálvez & Aguirre-Urreta, 1995
- Raymanninus Ng, 2000
- Rhachiosoma  †  Woodward, 1871